# Taenite
La taenite è un minerale, appartenente al gruppo del ferro, scoperto nel 1861 lungo il fiume Gorge nell'isola del Sud in Nuova Zelanda.

## Etimologia
Il nome deriva dalla parola greca tainia che significa nastro, benda in riferimento all'aspetto schiacciato.

## Morfologia
La taenite si presenta in granuli o sotto forma di piccoli cristalli non ben formati dispersi in una matrice o anche in masse di grandi dimensioni.

## Origine e giacitura
Si ritrova soprattutto nelle meteoriti dalle quali emerge in virtù della sua resistenza agli acidi. Si vedano a tal proposito le figure di Widmanstätten.

## Particolarità
Ha proprietà magnetiche.